# Kunmingozaur
Kunmingozaur (Kunmingosaurus wudingensis) – zauropod o bliżej niesprecyzowanej pozycji systematycznej, żyjący we wczesnej jurze (ok. 185 mln lat temu) na terenach wschodniej Azji. Jego szczątki – niekompletny szkielet – znaleziono w 1954 w Chinach (w prowincji Junnan). Był to krótkoszyjny, prymitywny zauropod o długości ciała ok. 11 m. Miał mocno zbudowane kończyny. Zauropod ten nie miał rozbudowanego czwartego krętarza na kości udowej, a w jego kręgach grzbietowych nie występowały wgłębienia zwane pleurocelami.
Autor, który jako pierwszy użył nazwy Kunmingosaurus, Zhao Xijin, dotąd nie opublikował jego formalnego opisu; jednak w 1992 r. Dong Zhiming opublikował diagnozę, oznaczenie holotypu i ilustrację materiału kopalnego tego zauropoda, uznając jednocześnie Zhao za autora opisu. Od tamtej pory różni autorzy różnie zapatrują się na kwestię, czy Kunmingosaurus jest ważnym taksonem, czy też nomen nudum. Barrett (1999) oraz Galton i Upchurch (2004) uznali go za nomen nudum (ci ostatni nie wprost, jedynie biorąc jego nazwę rodzajową w cudzysłów). Upchurch (1995) traktował go jako ważny takson opisany przez Zhao w 1985 r.. Barrett (2000) oraz Upchurch, Barrett i Dodson (2004) również uznają go za ważny takson, ale za autora jego opisu uznają Donga, a za rok publikacji opisu – 1992; Upchurch, Barrett i Dodson uznają też kunmingozaura za nomen dubium. Także Wilson (2005) uznał kunmingozaura za ważny takson; uznał też, że choć jego opis z publikacji Donga jest autorstwa Zhao, to jednak stał się on ważnym taksonem dopiero w 1992 r. po opublikowaniu opisu przez Donga – stąd cytował autorów jako "Zhao in Dong, 1992".
Znaczenie jego nazwy – jaszczur z Kunming